# 國道156號

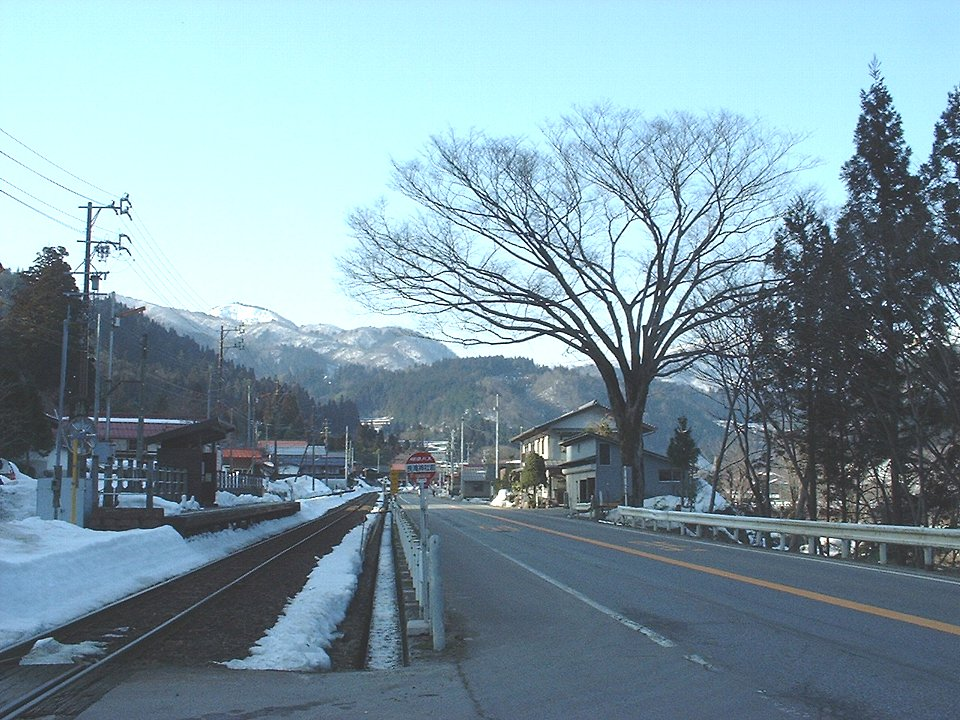
長良川鐵道白山長瀧站前路段

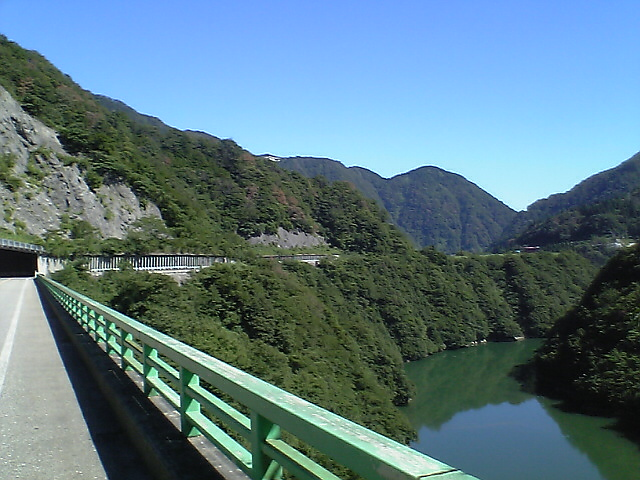
富山縣五箇山附近路段

國道156號是日本岐阜縣岐阜市至富山縣高岡市的一般國道。

## 概要
- 距離：213.3km
- 起點：岐阜縣岐阜市（茜部本鄉交岔點 = 國道21號交匯點，國道22號、國道157號、國道248號終點）
- 終點：富山縣高岡市（四屋交岔點 = 國道8號交匯點）
- 指定區間：岐阜縣岐阜市茜部新所（茜部本鄉交岔點） - 岐阜縣郡上市白鳥町向小駄良，及富山縣礪波市庄川町小牧 - 富山縣高岡市上四屋（四屋交岔點）

- 跨越岐阜縣、富山縣山間部，庄川之谷斜面之區間，路幅狹窄而危險，被揶揄為與路線編號讀音相近的「Ichikoro線」。
- 高山市莊川町岩瀨起的大野郡白川村牧御母衣湖隧道狹窄，大型車難以雙向通行。差不多全線與東海北陸自動車道並行，含此區間的莊川至白川鄉30km區間，因建設費等理由於東側飛驒清見迂回。
- 於岐阜縣、富山縣縣境附近，以作為縣境蛇行的庄川由橋與隧道直線貫通，連續跨越縣境7回。此區間7座橋梁稱為飛越七橋，橋欄杆由7種顏色塗裝。

## 歷史
- 1953年5月18日：指定為二級國道156號岐阜高岡線（岐阜縣岐阜市 - 富山縣高岡市）。
- 1965年4月1日：成為一般國道156號。

## 和其他國道共線區間
- 岐阜縣岐阜市（茜部本鄉交匯點） - 岐阜縣羽島郡岐南町（岐南聯絡線交匯點）：國道21號、國道22號
- 岐阜縣岐阜市（北一色1丁目交匯點） - 岐阜縣關市（小屋名交匯點）：國道248號
- 岐阜縣郡上市八幡町吉野 - 岐阜縣郡上市八幡町城南町（城南町交匯點）：國道256號
- 岐阜縣郡上市白鳥町向小駄良 - 岐阜縣高山市（牧戶交匯點）：國道158號
- 富山縣礪波市庄川町小牧 - 富山縣礪波市庄川町金屋（金屋交匯點）：國道471號
- 富山縣礪波市太郎丸（太郎丸交匯點） - 富山縣礪波市Tonami町（花園町交匯點）：國道359號

## 通過市町村
- 岐阜縣
  - 岐阜市 - 羽島郡岐南町 - 岐阜市 - 關市 - 美濃市 - 郡上市 - 高山市 - 大野郡白川村
- 富山縣
  - 南礪市 - 礪波市 - 南礪市 - 礪波市 - 高岡市

## 連接路線
中部地方整備局管內
- 岐阜縣
  - 國道157號、國道248號（岐阜市起點）
  - 國道21號、國道22號（岐阜市起點 - 羽島郡岐南町）
  - 國道248號（岐阜市 - 關市）
  - 國道418號（關市）
  - 國道256號，美並IC、郡上八幡IC - 東海北陸自動車道（郡上市）
  - 國道158號（郡上市 - 高山市）
  - 國道360號、白山Super林道，白川鄉IC - 東海北陸自動車道（大野郡白川村）

北陸地方整備局管內
- 富山縣
  - 國道304號，五箇山IC - 東海北陸自動車道（南礪市）
  - 國道359號、國道471號（礪波市）
  - 國道8號（高岡市終點）

## 繞道
- 岐大繞道（岐阜縣）
- 岐阜東繞道（岐阜縣）
- 福島繞道（岐阜縣）
- 白川繞道（岐阜縣）

## 別名
- 櫻街道、Sakura道
- 飛驒街道
- 郡上街道
- 上保街道
- 越前街道
- 白川街道

## 關連項目
- 中部地方道路一覽
- 名金急行線

## 外部連結
- 中部地方整備局
  - 岐阜國道事務所（页面存档备份，存于）
- 北陸地方整備局 （页面存档备份，存于）
  - 富山河川國道事務所（页面存档备份，存于）